# Coenonympha mono
Coenonympha mono är en fjärilsart som beskrevs av Burdick 1942. Coenonympha mono ingår i släktet Coenonympha och familjen praktfjärilar. Inga underarter finns listade i Catalogue of Life.